# Elliott Abrams
Elliott Abrams (24 de enero de 1948) es un político, escritor y diplomático estadounidense que trabajó para los Presidentes Ronald Reagan y George W. Bush. Abrams fue condenado por el escándalo Irán–Contra mientras servía a Reagan, pero fue indultado por George H. W. Bush. Durante la presidencia de Bush, Abrams fue el arquitecto clave de la Guerra de Irak.
Actualmente trabaja en el Consejo en Relaciones Extranjeras. Además de otros consejos y lobbys políticos. A pesar de ser judío, Abrams ha denunciado que los cristianos son la religión más perseguida actualmente en el mundo.

## Años tempranos
Abrams Nació en una familia judía en Nueva York en 1948. Su padre era un abogado de inmigración . Abrams estudió en la Red School House, un instituto privado cuyo alumnado incluía hijos de muchos activistas de izquierda de la ciudad. Sus padres también eran Demócratas.
Abrams Recibió un Bachelor of Arts de la Universidad de Harvard en 1969, el grado de maestro en relaciones internacionales de la Escuela de Londres de Economía en 1970, y su J.D. De Escuela de Ley del Harvard en 1973. 
Abrams trabajó como un consejero ayudante en el Senado en 1975 y en la campaña del senador Henry "Scoop" Jackson en 1976 como candidato del Partido Demócrata. De 1977 a 1979, sirvió como consejero especial y finalmente como jefe de personal para el senador Daniel Moynihan. Pero indignado con la política exterior del Presidente Carter, Abrams decidió apoyar a Ronald Reagan en las elecciones de 1980.
A través del senador Moynihan, Abrams conoció a Rachel Decter, la hijastra del editor Norman Podhoretz, se casaron en 1980 y tuvieron tres hijos.

## Subsecretario de Estado
Abrams sirvió a Reagan como subsecretario de Estado para Derechos Humanos y Asuntos Humanitarios y más tarde como subsecretario de Estado para Asuntos del Hemisferio Occidental. Abrams era la segunda opción de Reagan, su primer candidato, Ernest W. Lefever, había sido rehusado por el Comité del Senado de Relaciones Extranjeras.

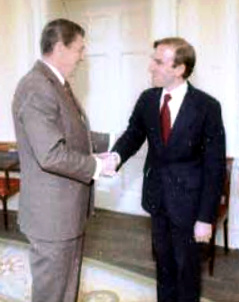
Ronald Reagan y Elliott Abrams, 1981

Durante este tiempo, Abrams chocó regularmente con grupos de iglesia y organizaciones de derechos humanos, incluyendo Human Rights Watch.  Abrams chocó con Aryeh Neier, el director Ejecutivo de la ONG y con el dirigente de amnistía Internacional, sobre las políticas extranjeras de Reagan. Le acusaron de cubrir las atrocidades cometidas en El Salvador, Honduras, y Guatemala, y Nicaragua.

## Ayudante especial de Bush
El Presidente George W. Bush nombró a Abrams Ayudante Especial del Presidente y Director para Democracia, Derechos humanos, y Operaciones Internacionales en el Consejo de Seguridad Nacional en 2001.
Algunos grupos de derechos humanos criticaron su nombramiento por la Casa Blanca debido a su condena en el Irán–Contra y su función en la política extranjera de la era Reagan.
Al servicio de Bush, Abrams jugó una función importante en las relaciones entre EE. UU. e Israel.
El Observador ha dicho que Abrams tuvo conocimiento y dio el visto bueno al intento de golpe venezolano de 2002 en contra Hugo Chávez.

## Consejero para la estrategia de Democracia Global
El 2 de febrero de 2005, George W. Bush nombró a Abrams asesor de seguridad nacional para Estrategia de Democracia Global, donde sirvió hasta el fin de su administración el 20 de enero de 2009. Desde su posición, Abrams fue responsable para supervisar el Consejo de Seguridad Nacional de Democracia, Derechos humanos, y Asuntos de Organización Internacional y su departamento de Próximo Oriente y África Del norte.
Abrams Acompañó a Condoleezza Rice como asesor en sus visitas a Oriente Medio en julio de 2006 en el curso de las negociaciones de 2006 Israel-conflicto de Líbano.

## Años recientes
En mayo de 2016, Abrams escribió un artículo que denuncia a Donald Trump y señala paralelismos entre las elecciones presidenciales de Estados Unidos de 2016 y las elecciones de 1972.
El 23 de diciembre de 2016, Abrams criticó al presidente Barack Obama por no plegarse a los deseos de Israel.
En febrero de 2017 Abrams iba a ser nombrado Secretario de Estado con Rex Tillerson, pero este fue derrotado por Donald Trump. Algunos asesores de Trump eran partidarios de Abrams, pero Trump no le perdonó su oposición durante la campaña.
En enero de 2019 fue nombrado por Mike Pompeo el Secretario de estado como un «emisario especial» para tratar la situación venezolana luego de que la administración de Donald Trump desconociera al gobierno de Nicolás Maduro. Tras ser designado, Abrams dijo que Estados Unidos estaba buscando obtener los recursos financieros para que Juan Guaidó, presidente de la Asamblea Nacional de Venezuela, quien se apegó al artículo 233 de la CRBV para asumir como presidente encargado del país, desempeñe las funciones de mandatario interino. Culminó sus funciones cuando la administración Trump abandonó la Casa Blanca.

## Libros

### Gobierno
- Tested by Zion: The Bush Administration and the Israeli-Palestinian Conflict. Cambridge University Press. 2013. ISBN 1-107-03119-2.
- Democracy How Direct?: Views from the Founding Era and the Polling Era. Rowman & Littlefield Publishers, Inc. 2002. ISBN 0-7425-2318-7.
- Close Calls: Intervention, Terrorism, Missile Defense, and "Just War" Today. Ethics and Public Policy Center. June 1998. ISBN 0-89633-187-3.
- Honor Among Nations: Intangible Interests and Foreign Policy. Ethics & Public Policy Center. April 1998. ISBN 0-89633-188-1.
- Security and Sacrifice: Isolation, Intervention, and American Foreign Policy. Hudson Institute. January 1995. ISBN 1-55813-049-7.
- Shield and Sword: Neutrality and Engagement in American Foreign Policy. The Free Press. 1995. ISBN 0-02-900165-X.
- Undue Process A Story of How Political Differences are Turned into Crimes. Free Press. October 1992. ISBN 0-02-900167-6.

### Religión
- The Influence of Faith. Rowman & Littlefield Publishers, Inc. 2001. ISBN 0-7425-0762-9.
- Abrams, Elliott, ed. (June 2004). International Religious Freedom (2001): Annual Report: Submitted by the U.S. Department of State. Diane Pub Co. ISBN 0-7567-1338-2.
- Secularism, Spirituality, and the Future of American Jewry. Ethics & Public Policy Center. February 1999. ISBN 0-89633-190-3.
- Faith or Fear: How Jews Can Survive in a Christian America. Free Press. June 1997. ISBN 0-684-82511-2.